# Mark Avrelij
Mark Avrelij, rimski vojskovodja, cesar in filozof  * 26. april 121 Rim, † 17. marec 180 Vindobona (danes Dunaj).
Mark Avrelij se je rodil 26. aprila leta 121 očetu Marku Aniju Veru in materi Domitiji Lukili. Očeta je izgubil že v rani mladosti, tako da ga praktično ni poznal. Pri 17 letih ga je posinovil Antonin Pij, ki je takrat postal cesar. Ko je leta 161 Antonin Pij umrl je vladarska oblast prešla v roke Marka Avrelija. Toda Mark je že ob nastopu svoje vlade predlagal svojega adoptivnega brata Lucija za sovladarja. Skupaj sta vladala do 169 do smrti Lucija Vera. 
Mark Avrelij ni imel lahkega vladanja. Vseskozi so na ozemlje rimskega cesarstva vdirala barbarska plemena. Tako je Mark velik del svojega vladanja preživel izven Rima na bojiščih proti barbarom. Cesar Mark Avrelij je zaradi bolezni umrl pomladi leta 180.

### Otroštvo
Markova sestra, Annia Cornificia Faustina, se je verjetno rodila leta 122 ali 123. Njegov oče je verjetno umrl leta 125 ali 126, ko je bil Mark star tri leta, med svojim pretorstvom. Čeprav je svojega očeta komajda poznal, je Mark v svojih Meditacijah zapisal, da se je iz spominov na očeta in njegovega posmrtnega slovesa naučil 'skromnosti in možatosti'. Njegova mati Lucilla se ni ponovno poročila in v skladu s prevladujočimi aristokratskimi običaji verjetno ni preživela veliko časa s sinom. Namesto tega je bil Mark v oskrbi 'dojilj', in ga je po očetovi smrti vzgajal njegov dedek Marcus Annius Verus (II), ki je vedno ohranil pravno oblast pater familias nad svojim sinom in vnukom. Tehnično gledano to ni bila posvojitev, temveč ustanovitev nove in drugačne pater familias. Pri njegovi vzgoji je sodeloval tudi Lucius Catilius Severus, opisan kot praded Marka po materini strani; verjetno je bil očim Domitije Lucille starejše. Mark je odraščal v domu svojih staršev na Celijskem griču, prestižnem območju z malo javnimi zgradbami, a številnimi aristokratskimi vilami. Markov dedek je imel palačo poleg Lateranske palače, kjer je preživel večino otroštva. Mark se zahvaljuje svojemu dedku, ker ga je naučil 'dobrega značaja in izogibanja jezi'. Manj je bil naklonjen ljubici, ki jo je njegov dedek vzel in z njo živel po smrti svoje žene Rupilije. Mark je bil hvaležen, da mu ni bilo treba živeti z njo dlje kot je.
Marrk je že od malih nog kazal navdušenje nad rokoborbo in boksom. V mladosti in najstniških letih se je usposabljal za rokoborbo, se naučil boriti v oklepu in se pridružil Salijcem, redu duhovnikov posvečenih bogu Marsu, ki so bili odgovorni za svete ščite, imenovane Ancile in morda za razglasitev začetka in konca vojne. Mark se je izobraževal doma, v skladu s takratnimi aristokratskimi trendi; zahvaljuje se Katiliju Severu, ker ga je spodbujal, naj se izogiba javnim šolam. Eden od njegovih učiteljev, Diognet, slikarski mojster, se je izkazal za še posebej vplivnega; zdi se, da je Marka Avrelija seznanil s filozofskim načinom življenja. Aprila 132 je Mark na Diognetovo željo prevzel obleko in navade filozofa: študiral je v grobem grškem plašču in spal na tleh, dokler ga mati ni prepričala, naj spi na postelji. Nova skupina mentorjev – homerjevski učenjak Aleksander iz Kotiaeuma skupaj z Trosiusom Aperjem in Tuticijem Prokulom, učiteljoma latinščine – je prevzela Markovo izobraževanje okoli leta 132 ali 133. Mark se Aleksandru zahvaljuje za njegovo izobraževanje v literaturi. Alexanderjev vpliv – poudarek na vsebini pred slogom in skrbnem besedilu, s priložnostnimi homerovskimi citati – je bil zaznan v Markovih Meditacijah   .

### Naslednik Hadrijana
Konec leta 136 je Hadrijan skoraj umrl zaradi krvavitve. Med okrevanjem v svoji vili v Tivoliju je za svojega naslednika in posvojenega sina izbral Lucija Cejonija Komoda, Markovega bodočega tasta, po besedah biografa 'proti željam vseh'. Čeprav njegovi motivi niso gotovi, se zdi, da je bil njegov cilj sčasoma na prestol postaviti takrat premladega Marka. Kot del posvojitve je Komod prevzel ime Lucij Elij Cezar. Njegovo zdravje je bilo tako slabo, da je bil med slovesnostjo, s katero je postal prestolonaslednik, prešibak, da bi sam dvignil velik ščit. Po kratkem bivanju na donavski meji se je Elij vrnil v Rim, da bi prvi dan leta 138 nagovoril senat. Vendar je noč pred načrtovanim govorom zbolel in pozneje istega dne umrl zaradi krvavitve.
24. januarja 138 je Hadrijan za svojega novega naslednika izbral Avrelija Antonina, moža Markove tete Favstine Starejše. Kot del Hadrijanovih pogojev je Antonin posvojil Marka in Lucija Komoda, sina Lucija Elija. Mark je postal M. Elij Avrelij Ver, Lucij pa L. Elij Avrelij Komod. Na Hadrijanovo prošnjo je bila Antoninova hči Favstina zaročena z Lucijem. Mark naj bi novico, da je Hadrijan postal njegov posvojiteljski dedek pozdravil z žalostjo namesto z veseljem. Le z nejevoljo se je preselil iz materine hiše na griču Celijo v Hadrijanov zasebni dom.
Leta 138 je Hadrijan v senatu zaprosil, da bi bil Mark izvzet iz zakona, ki mu je prepovedoval postati kvestor pred njegovim štiriindvajsetim rojstnim dnem. Senat je ugodil in Mark je služil pod Antoninom, konzulom leta 139. Markova posvojitve ga je odvrnila od tipične karierne poti njegovega stanovskega razreda. Če ne bi bilo posvojitve, bi verjetno postal triumvir monetalis, zelo cenjeno mesto, ki je vključevalo simbolično upravljanje državne kovnice; po tem bi lahko služil kot tribun z legijo in postal nominalni drugi poveljnik legije. Mark bi se verjetno raje odločil za potovanja in nadaljnje izobraževanje. Kakorkoli že, Mark je bil ločen od svojih sodržavljanov. Kljub temu njegov biograf potrjuje, da njegov značaj ni bil spremenjen: »Še vedno je izkazoval enako spoštovanje do svojih sorodnikov kot takrat, ko je bil navaden državljan in bil je tako varčen in skrben do svojega imetja kot takrat, ko je živel v zasebnem gospodinjstvu«.
Po vrsti poskusov samomora, ki jih je Antonin vse preprečil, se je Hadrijan odpravil v Baje, obmorsko letovišče na obali Kampanije. Njegovo stanje se ni izboljšalo in opustil je dieto, ki so mu jo predpisali zdravniki ter se prepustil hrani in pijači. Poslal je po Antonina, ki je bil ob njem, ko je umrl 10. julija 138. Njegovi posmrtni ostanki so bili tiho pokopani v Pozzuoli. Antoninovo nasledstvo je bilo mirno in stabilno: Antonin je ohranil Hadrijanove kandidate na prestolu in pomiril senat, spoštoval njegove privilegije in omilil smrtne kazni moškim, obtoženim v Hadrijanovih zadnjih dneh. Zaradi svojega vestnega vedenja so Antonina prosili, naj sprejme ime 'Pij'.

### Dedič Antonina Pija (138–145)
Takoj po Hadrijanovi smrti se je Antonin Pij obrnil na Marka in zahteval spremembo njegove zakonske ureditve: Markova zaroka s Ceionijo Fabijo bi bila razveljavljena in bi bil namesto tega zaročen s Favstino Mlajšo, Antoninovo hčerko. Tudi Favstinina zaroka s Ceioninijem bratom Lucijem Komodom bi morala biti razveljavljena. Mark je privolil v Antoninov predlog. Leta 140 je bil imenovan za konzula skupaj z Antoninom kot kolegom in za sevirja, enega od šestih poveljnikov vitezov (equites, razred v Rimu takoj za senatorji in patriciji)', na letni paradi reda 15. julija 139. Kot dedič je Mark postal princeps iuventutis, vodja konjeniškega reda. Sedaj je prevzel ime Mark Aelij Avrelij Ver Cezar. Mark se je kasneje svaril, naj imena ne jemlje preveč resno: 'Glej, da se ne spremeniš v Cezarja; ne pusti se potopiti v vijolično barvilo – kajti to se lahko zgodi'. Na zahtevo senata se je Marcus pridružil vsem duhovniškim kolegijem (pontifices, auguri, quindecimviri sacris, septemviri epulonum itd.); neposredni dokazi o članstvu pa so na voljo le za Arval Brethren.
Antonin je kljub Markovim ugovorom zahteval, da Mark prebiva v Tiberijevi hiši, cesarski palači na Palatinu in prevzame navade svojega novega položaja, aulicum fastigium ali 'dvorni pompoz'. Mark se je trudil uskladiti dvorno življenje s svojimi filozofskimi hrepenenji. Prepričeval se je, da je to dosegljiv cilj – 'Kjer je življenje mogoče, je mogoče živeti pravo življenje; »Življenje v palači je mogoče, zato je mogoče živeti pravo življenje v palači« – vendar se mu je kljub temu zdelo težko. V »Meditacijah« se je kritiziral, ker je »zlorabil dvorno življenje« pred tovarištvom.
Kot kvestor je imel Mark malo pravega administrativnega dela. Ko je bil Antonin odsoten, je senatu bral cesarska pisma in opravljal tajniško delo za senatorje. Vendar se je počutil utopljenega v papirnatem delu in se je svojemu mentorju Marku Korneliju Frontu, pritožil: »Tako zelo sem zadihan, ker sem narekoval skoraj trideset pisem.« »Pripravljal se je za vladanje državi«, kot je zapisal njegov biograf. Moral je imeti tudi govor pred zbranimi senatorji, zaradi česar je bilo govorniško usposabljanje za to delo bistvenega pomena.
1. januarja 145 je bil Mark drugič imenovan za konzula. Fronto ga je v pismu pozval, naj veliko spi, »da boš lahko prišel v senat z dobro barvo obraza in prebral svoj govor z močnim glasom«. Mark se je v prejšnjem pismu pritoževal nad boleznijo: »Kar se tiče moje moči, se mi začenja vračati; in v prsih ni sledu bolečine. Toda ta razjeda [...] Zdravim se in pazim, da ne počnem ničesar, kar bi to motilo'. Marka, ki ni bil nikoli posebej zdrav ali močan, je Kasij Dion v svojih poznejših letih hvalil, da se je kljub različnim boleznim vedel vestno. Aprila 145 se je Mark poročil s Favstino, ki je bila pravno njegova sestra, kot je bilo načrtovano že od leta 138. O slovesnosti je znanega malo, vendar jo biograf imenuje 'omembe vredno'. Izdani so bili kovanci z glavami para, obred pa je vodil Antonin Pij kot Pontifex maximus. Mark v svojih ohranjenih pismih ne omenja poroke, Favstino le redko omenja.

### Fronto in nadaljnje izobraževanje
Ko je prevzel togo virilis leta 136 je Mark verjetno začel z usposabljanjem v govorništvu. Imel je tri mentorje v grščini (Aninus Macer, Caninius Celer in Herodes Atticus) in enega v latinščini (Marcus Cornelius Fronto). Slednja dva sta bila najbolj cenjena govornika svojega časa,, vendar verjetno nista postala njegova mentorja, dokler ga ni leta 138 posvojil Antonin. Prevlada grških mentorjev kaže na pomen grškega jezika za rimsko aristokracijo. To je bila doba druge sofistike, renesanse grške literature. Čeprav se je izobraževal v Rimu, je Mark v svojih Meditations svoje najgloblje misli zapisal v grščini.
Atik je bil kontroverzen: izjemno bogat Atenec (verjetno najbogatejši človek v vzhodni polovici cesarstva), hitre jeze, njegovi rojaki Atenčani so mu zamerili njegovo pokroviteljsko vedenje. Atik je bil zagrizen nasprotnik stoicizma in filozofskih pretencioznosti. Menil je, da je želja stoikov po "apatheii" (apatičnosti) neumna: živeli bi 'leno, izčrpano življenje', je dejal. Kljub Atikovemu vplivu je Mark kasneje postal stoik. V svojih »Meditacijah« Heroda Atika sploh ni omenil, kljub temu da sta se v naslednjih desetletjih večkrat srečala.
Fronto je bil zelo cenjen: v antičnem svetu latinskega leposlovja, so ga imeli za drugega takoj za Ciceronom, morda celo za njegovo alternativo. Atika ni preveč maral, čeprav ju je Mark sčasoma spravil do tega, da sta med seboj govorila. Fronto je popolnoma obvladal latinščino, sposoben je bil slediti izrazom v literaturi, ustvarjati nejasne sopomenke in izpodbijati manjše nepravilnosti pri izbiri besed.
Ohranil se je precejšen del korespondence med Frontom in Markom. Par si je bil zelo blizu in v korespondenci uporabljal intimne besede, kot je »Zbogom, moj Fronto, kjerkoli že si, moja najslajša ljubezen in veselje. Kako je med tabo in mano? Ljubim te in tebe ni tukaj«. Mark je preživljal čas z Frontovo ženo in hčerko, obe po imenu Kratia in uživali sta v lahkotnih pogovorih.
Frontu je na njegov rojstni dan napisal pismo, v katerem je trdil, da ga ljubi tako kot sebe in prosil bogove, naj zagotovijo, da se bo vsake besede, ki se je nauči o literaturi, naučil 'iz Frontovih ust'. Njegove molitve za Frontovo zdravje so bile več kot običajne, saj je bil Fronto pogosto bolan; včasih se zdi, da je skoraj nenehno bolan in nenehno trpi. – približno četrtina ohranjenih pisem obravnava njegove bolezni. Mark prosi, naj se Frontova  bolečina preseli naj, 'po lastni volji z vsakovrstnim nelagodjem'.
Fronto ni nikoli postal Markov učitelj s polnim delovnim časom in je nadaljeval svojo kariero kot zagovornik. En razvpit primer ga je pripeljal v konflikt z Atikom. Mark je Fronta prosil, najprej z 'nasvetom', nato pa kot 'uslugo', naj ne napada Atika; Atika je že prosil, naj se vzdrži prvih udarcev. Fronto je odgovoril, da je bil presenečen, ko je odkril, da ima Mark Atika za prijatelja (morda Atik še ni bil Markov učitelj) in dopustil, da ima Mark morda prav, vendar je kljub temu potrdil svojo namero, da bo zadevo dobil na kakršen koli način: »[O]btožbe so grozljive in o njih je treba govoriti kot o grozljivih. Še posebej tiste, ki se nanašajo na pretepanje in rop, bom opisal tako, da bodo dišale po žolču in žolčniku.« Če ga slučajno imenujem neizobraženi mali Grk, to ne bo pomenilo vojne do smrti. Izid sojenja ni znan.
Do petindvajsetega leta (med aprilom 146 in aprilom 147) je Mark postal nezadovoljen s študijem prava in kazal nekaj znakov splošnega slabega počutja. Njegov učitelj, piše Frontu, je bil neprijeten napihnjenec in ga je 'nadlegoval': 'Lahko je sedeti in zehati poleg sodnika, pravi, toda 'biti' sodnik je plemenito delo'. Mark se je naveličal svojih vaj, zavzemanja stališč v namišljenih debatah. Ko je kritiziral neiskrenost konvencionalnega jezika, ga je Fronto začel braniti. Kakorkoli že, Markovo formalno izobraževanje je bilo zdaj končano. S svojimi učitelji je bil v dobrih odnosih in jim je predano sledil. Njegov biograf piše, da je toliko truda posvetil študiju, da je to 'negativno vplivalo na njegovo zdravje'. To je bila edina stvar, kjer je biograf lahko našel napako v celotnem Markovem otroštvu.
Fronto je že zgodaj svaril Marka pred študijem filozofije: »Bolje se je nikoli ne dotakniti učenja filozofije [...], kot pa jo okusiti površno, z robom ustnic, kot pravi pregovor.« Preziral je filozofijo in filozofe ter gledal zviška na Markova srečanja z Apolonijem iz Halkedona in drugimi v tem krogu. Fronto je podal neusmiljeno razlago Markovega »spreobrnjenja k filozofiji«: »Po vzoru mladih, utrujenih od dolgočasnega dela« se je Mark obrnil k filozofiji, da bi se izognil nenehnim vajam govorniškega urjenja. Mark je bil v tesnem stiku s Frontom, vendar je ignoriral Frontove pomisleke.
Apolonij je morda Marka seznanil s stoično filozofijo, vendar je imel Quintus Junius Rusticus (Rustik) največji vpliv na fanta. Bil je človek, za katerega je Fronto prepoznal, da je »Marka odvrnil« od govorništva. Bil je starejši od Fronta in dvajset let starejši od Marka. Kot vnuk Arulenusa Rusticusa, enega od mučencev tiranije Domicijana (vladal 81–96), je bil dedič tradicije 'stoičnega nasprotovanja' 'slabim cesarjem' 1. stoletja; pravi naslednik Seneke (v nasprotju s Frontom, lažnivim). Mark se zahvaljuje Rustiku, ker ga je naučil, 'naj se ne pusti zavesti v navdušenje nad retoriko, pisanjem o špekulativnih temah, razpravljanjem o moralizirajočih besedilih ... Naj se izogiba oratoriju, poeziji in "lepemu pisanju"'.
Filostrat opisuje, kako je že v poznejšem delu svojega vladanja, ko je bil Mark že star, študiral pri Sekstu iz Heroneje:
Cesar Mark je bil goreč učenec filozofa Seksta Beotijskega, pogosto je bil v njegovi družbi in je obiskoval njegovo hišo. Lucij, ki je pravkar prišel v Rim, je vprašal cesarja, ki ga je srečal na poti, kam gre in po kakšnem opravku in Marcus je odgovoril: »Dobro je, da se tudi star človek uči; zdaj grem k filozofu Sekstu, da se naučim, česar še ne vem.« Lucij pa je dvignil roko proti nebu in rekel: »O Zevs, rimski kralj v starosti vzame svojo voščeno tablico in gre v šolo.«

### Rojstvo in smrt
30. novembra 147 je Faustina rodila deklico Domitijo Faustina. Bila je prva od vsaj trinajstih otrok (vključno z dvema parama dvojčkov), ki jih je Faustina rodila v naslednjih triindvajsetih letih. Naslednji dan, 1. decembra, je Antonin podelil Marku tribunsko oblast in imperium – oblast nad cesarjevimi vojskami in provincami. Kot tribun je imel pravico, da pred senat predloži en ukrep, potem ko je Antonin lahko predstavil štiri. Njegova tribunska pooblastila so bila obnovljena z Antoninom 10. decembra 147. Prva omemba Domitije v Markovih pismih jo razkriva kot bolehnega dojenčka. 'Cezar Frontu.' Če bodo bogovi dani, se zdi, da imamo upanje na ozdravitev. Driska se je ustavila, manjši napadi vročine so minili. Toda shujšanost je še vedno huda in še vedno je kar nekaj kašlja.« Mark je zapisal, da sta bila s Faustino »precej zaposlena« z dekličino oskrbo. Domitia je umrla leta 151.
Leta 149 je Favstina ponovno rodila dvojčka. Sodobni kovanci obeležujejo ta dogodek s prekrižanimi rožami izobilja pod portretnima doprsjema dveh majhnih fantov in napisom temporum felicitas, kar pomeni 'sreča časa'. Nista dolgo preživela. Pred koncem leta je bil izdan še en družinski kovanec: prikazuje le drobno deklico Domitijo Favstino in enega fantka. Nato še enega: samo deklico. Dojenčka sta bila pokopana v Hadrijanovem mavzoleju, kjer so se ohranili njuna epitafa. Imenovala sta se Tit Avrelij Antonin in Tiberij Elij Avrelij. Mark se je pomiril: »En človek moli: 'Kako ne bi izgubil svojega majhnega otroka', ti pa moraš moliti: 'Kako se ne bi bal, da ga izgubim'. Iz Iliade je citiral tisto, kar je imenoval »najkrajši in najbolj znan rek [...] dovolj, da prežene žalost in strah«:
Citat iz pesmi— listi,
veter jih raztrese po tleh;
podobni so jim otroci človeški., Iliada vi.146
Druga hči se je rodila 7. marca 150, Annia Aurelia Galeria Lucilla. Nekje med letoma 155 in 161, verjetno kmalu po letu 155, je umrla Markova mati Domitia Lucilla. Faustina je verjetno leta 151 imela še eno hčer, vendar se otrok, Annia Galeria Aurelia Faustina, morda ni rodil pred letom 153. Drug sin, Tiberij Aelij Antonin, se je rodil leta 152. Izdaja kovancev slavi fecunditati Augustae, 'Augustinijini plodnosti' in prikazuje dve deklici in dojenčka. Deček ni dolgo živel, kar dokazujejo kovanci iz leta 156, ki prikazujejo le dve deklici. Morda je umrl leta 152, istega leta kot Markova sestra Kornificija. Do 28. marca 158, ko je Mark odgovoril, je bil še en njegov otrok mrtev. Mark se je zahvalil tempeljski sinodi, »čeprav se je izkazalo, da je drugače«. Ime otroka ni znano. Leta 159 in 160 je Faustina rodila hčerki: Fadillo in Cornificio, poimenovani po Faustininih oziroma Markovih mrtvih sestrah.

### Zadnja leta Antonina Pija
Lucij Ver je svojo politično kariero začel kot kvestor leta 153. Leta 154 je bil konzul, in leta 161 ponovno konzul z Markom. Lucij ni imel drugih nazivov, razen naziva »sin Avgusta«. Lucij je imel izrazito drugačno osebnost od Marka: užival je v vseh vrstah športa, še posebej pa v lovu in rokoborbi; očitno je užival v cirkuških igrah in gladiatorskih bojih. Poročil se je šele leta 164.
Leta 156 je Antonin dopolnil 70 let. Težko se je vzdrževal pokonci brez steznika. Začel je grizljati suh kruh, da bi si dal moč in je ostal buden med jutranjimi sprejemi. Ko se je Antonin postaral, je Mark prevzel več upravnih nalog, še več, ko je postal pretorijanski prefekt (urad, ki je bil prav tako tajniški kot vojaški), ko je Mark Gavij Maksim umrl leta 156 ali 157. Leta 160 sta bila Mark in Lucij imenovana za skupna konzula za naslednje leto. Antonin je bil morda že bolan.
Dva dni pred smrtjo, poroča biograf, je bil Antonin na svojem rodovnem posestvu v Loriumu v Etruriji, približno 19 kilometrov (12 mi) od Rima. Pri večerji je precej požrešno jedel alpski sir. Ponoči je bruhal; naslednji dan je imel vročino. Naslednji dan, 7. marca 161, je sklical cesarski svet in predal državo in svojo hčer Marku. Cesar je dal osrednjo besedo svojemu življenju v zadnji besedi, ki jo je izrekel, ko ga je tribun nočne straže prišel vprašat za geslo – 'aequanimitas' (mirnost). Nato se je obrnil, kot da bi zaspal, in umrl. Njegova smrt je zaključila najdaljšo vladavino od Avgusta, ki je za nekaj mesecev presegla Tiberijevo.

## Cesar

### Začetek vladnja Marka Avrelija in Lucija Vera (161)
Po Antoninovi smrti leta 161 je bil Mark dejansko edini vladar cesarstva. Sledile so formalnosti položaja. Senat mu je kmalu podelil ime Avgust in naziv imperator, kmalu pa je bil uradno izvoljen za pontifex maximusa, glavnega duhovnika uradnih kultov. Mark je pokazal nekaj odpora: biograf piše, da je bil »prisiljen« prevzeti cesarsko oblast. To je morda bil pristen horror imperii, »strah pred cesarsko oblastjo«. Marku, ki je imel raje filozofsko življenje, se cesarska funkcija ni zdela privlačna. Vendar pa mu je njegova izobrazba kot stoika jasno dala vedeti, da je to njegova dolžnost.
Čeprav Mark ni pokazal osebne naklonjenosti do Hadrijana (pomenljivo je, da se mu v prvi knjigi svojih Meditations) ne zahvali), je domnevno verjel, da je njegova dolžnost, da uveljavi njegove načrte za nasledstvo. Čeprav je senat nameraval potrditi Marka samega, je ta zavrnil prevzem funkcije, razen če Lucij ne bi prejel enakih pooblastil. Senat je sprejel in Luciju podelil imperium, tribunsko oblast in naziv Avgust. Mark je v uradnem nazivu postal cesar Mark Avrelij Antonin Avgust; Lucij se je odpovedal svojemu imenu Komod in prevzel Markovo družinsko ime Ver ter postal cesar cesar Lucij Avrelij Ver Avgust. To je bilo prvič, da sta Rimu vladala dva cesarja.
Kljub njuni nominalni enakosti je imel Mark večjo auctoritas ali 'avtoriteto' kot Lucij. Bil je konzul večkrat kot Lucij, sodeloval je pri Antoninovi vladavini in edino on je bil pontifex maximus. Javnosti bi bilo jasno, kateri cesar je bil starejši. Kot je zapisal biograf: »Ver je ubogal Marka [...], kot poročnik uboga prokonzula ali guverner uboga cesarja«.
Takoj po potrditvi s strani senata sta se cesarja odpravila v "Castra Praetoria", tabor Pretorijanske garde. Lucij je nagovoril zbrane čete, ki so nato par pozdravile kot imperatores. Nato je Lucij, tako kot vsak nov cesar od Klavdija naprej, četam obljubil poseben donativum (plačilo). Vendar je bil ta donative dvakrat večji od preteklih: 20.000 sestercijev, (5.000 denarijev) na prebivalca, več pa so prejeli častniki. V zameno za to nagrado, ki je bila enakovredna večletni plači, so vojaki prisegli, da bodo varovali cesarje. Slovesnost morda ni bila povsem potrebna, glede na to, da je bil Markov prihod na prestol miren in brez nasprotovanja, vendar je bilo dobro zavarovanje pred kasnejšimi vojaškimi težavami. Ob svojem prihodu na prestol je tudi razvrednotil rimsko valuto. Znižal je čistost srebra denarija z 83,5 % na 79 % – teža srebra se je znižala z 2,68 g na 2,57 g.
Antoninijeve pogrebne slovesnosti so bile po besedah biografa 'razkošne'. Če bi njegov pogreb sledil pogrebom njegovih predhodnikov, bi bilo njegovo telo kremirano na grmadi na Marsovem polju, njegov duh pa bi se dvigal v božji dom v nebesih. Mark in Lucij sta svojega očeta predlagala za božanstvo. V nasprotju z vedenjem med Antoninovo kampanjo za božanstvo Hadrijana senat ni nasprotoval cesarjevim željam. Za vodenje kulta božanskega boga Antonina je bil imenovan flamen ali kultni duhovnik. Antoninovi posmrtni ostanki so bili položeni v Hadrijanov mavzolej, poleg posmrtnih ostankov Markovih otrok in samega Hadrijana. Tempelj, ki ga je posvetil svoji ženi, Divi Favstini, je postal Tempelj Antonina in Faustine. Ohranil se je kot cerkev San Lorenzo v Mirandi.
V skladu z njegovo oporoko je Antoninovo premoženje prešlo na Favstino. (Marcus ni potreboval ženinega premoženja. Pravzaprav je Mark ob svojem prihodu na prestol del materinega premoženja prenesel na svojega nečaka, Marcusa Ummidiusa Quadratusa Annianusa.) Favstina je bila ob moževem prihodu na prestol tri mesece noseča. Med nosečnostjo je sanjala, da bo rodila dve kači, eno bolj divjo od druge. 31. avgusta je v Lanuviumu rodila dvojčka: T. Aureliusa Fulvusa Antonina in Lucija Avrelija Komoda. Poleg dejstva, da sta dvojčka imela isti  rojstni dan kakor Kaligula, so bila znamenja ugodna in astrologi so za otroka narisali pozitivne horoskope.  Rojstvi sta bili praznovani na cesarskih kovancih.

### Zgodnja vladavina
Kmalu po cesarjevem nastopu je bila Markova enajstletna hči Anija Lucila zaročena z Lucijem (kljub dejstvu, da je bil formalno njen stric). Na slovesnostih v spomin na ta dogodek so bile sprejete nove določbe za podporo revnih otrok, po zgledu prejšnjih cesarskih fundacij. Mark in Lucij sta se izkazala za priljubljena med rimskim ljudstvom, ki je močno odobravalo njuno civiliter ("brez pompa") vedenje. Cesarja sta dovolila svobodo govora, kar dokazuje dejstvo, da ju je komedijant Marul lahko kritiziral, ne da bi bil deležen povračilnih ukrepov. Kot je zapisal biograf: »Nihče ni spregledal Pijevih popustljivih navad«.
Marcus je zamenjal številne pomembne uradnike cesarstva. Tajnik ab epistulis Sextus Caecilius Crescens Volusianus, odgovoren za cesarsko korespondenco, je bil zamenjan z Titusom Variusom Clemensom. Clemens je bil iz obmejne province Panonije in je služil v vojni v Mavretaniji. Pred kratkim je bil prokurator petih provinc. Bil je mož, primeren za čas vojaške krize. Lucius Volusius Maecianus, Markov nekdanji mentor, je bil ob Markovem nastopu guverner prefekture Egipta. Maecijanus je bil odpoklican, postavljen za senatorja in imenovan za prefekta zakladnice (aerarium Saturni). Kmalu zatem je postal konzul. Frontov zet Gaius Aufidius Victorinus je bil imenovan za guvernerja Gornje Germanije.
Fronto se je 28. marca ob zori vrnil v svojo rimsko mestno hišo, potem ko je svoj dom v Cirti zapustil takoj, ko je izvedel za napredovanje njegovih učencev. Cesarskemu osvobojencu Harilasu je poslal sporočilo in ga vprašal ali lahko obišče cesarje. Fronto je kasneje pojasnil, da si ni upal pisati cesarjema neposredno. Učitelj je bil neizmerno ponosen na svoje učence. Ko je Front razmišljal o govoru, ki ga je napisal ob prevzemu konzulata leta 143, v katerem je pohvalil mladega Marka, je bil navdušen: »Takrat je bila v tebi izjemna naravna sposobnost; zdaj je v tebi izpopolnjena odličnost. Takrat je rasla žetev žita; zdaj je zrela, pobrana žetev. Kar sem takrat upal, imam zdaj. Upanje je postalo resničnost.« Front je poklical Marka samega; nobeden od njiju ni pomislil, da bi povabil Lucija.
Fronto je Lucija manj cenil kot njegovega brata, saj so bili njegovi interesi na nižji ravni. Lucij je prosil Fronta, naj razsodi v sporu, ki sta ga imela s prijateljem Kalpurnijem o relativnih zaslugah dveh akterjev. Mark je Frontu povedal o svojem branju – Lucius Coelius Antipater in malo Cicero – in njegovi družini. Njegovi hčerki sta bili v Rimu pri svoji praprateti Matidiji; Marcus je menil, da je večerni zrak na deželi zanju premrzel. Fronta je prosil za »nekaj posebej zgovornega branja, nekaj tvojega ali Katona, Cicera, Salustija ali Grakha – ali kakšnega pesnika, saj potrebujem razvedrilo, še posebej na tak način, z branjem nečesa, kar bo dvignilo in razbremenilo moje stiske.« Markovo zgodnje vladanje je potekalo gladko; lahko se je povsem posvetil filozofiji in iskanju ljudske naklonjenosti. Kmalu pa je ugotovil, da ga muči veliko težav. To je pomenilo konec felicitas temporum ('srečnih časov'), ki so jih je oznanjali kovanci leta 161.
Jeseni 161 ali spomladi 162, je Tibera prestopila bregove in poplavila velik del Rima. Utopilo je veliko živali, zaradi česar je mesto zajela lakota. Mark in Lucij sta krizi namenila osebno pozornost. V drugih obdobjih lakote naj bi cesarji preživljali italijanske skupnosti iz rimskih žitnic.
Frontova pisma so se nadaljevala skozi zgodnjo Markovo vladavino. Fronto je menil, da so zaradi Markove pomembnosti in javnih dolžnosti lekcije zdaj pomembnejše kot kdaj koli prej. Verjel je, da je Mark »ponovno začel čutiti željo po zgovornosti, čeprav je za nekaj časa izgubil zanimanje zanjo«. Fronto je svojega učenca znova spomnil na napetost med njegovo vlogo in njegovimi filozofskimi pretenzijami: »Predpostavimo, Cezar, da lahko dosežeš modrost Kleanta in Zenona iz Kitija, vendar proti svoji volji ne moreš doseči filozofovega volnenega plašča«.
Zgodnji dnevi Markove vladavine so bili najsrečnejši v Frontovem življenju: Marka so imeli Rimljani radi, bil je odličen cesar, prijazen učenec in morda najpomembneje, tako zgovoren, kot si je bilo mogoče želeti. Mark je v svojem govoru senatu po potresu v Kiziku pokazal retorične sposobnosti. V njem je opisal dramo katastrofe in senat je bil osupnjen: »Potres ni pretresel mesta bolj nenadoma ali silovito kot tvoj govor misli tvojih poslušalcev«. Fronto je bil izjemno zadovoljen.

### Vojna s Partijo (161–166)
Na smrtni postelji Antonin ni govoril o ničemer drugem kot o državi in tujih kraljih, ki so mu storili krivico. Eden od teh kraljev, Vologas IV. Partski, je začel sovražnosti pozno poleti ali zgodaj jeseni 161. Vologas je vstopil v Armensko kraljestvo (takrat rimsko tributarno državo), izgnal njenega kralja in postavil svojega – Pakorja Armenskega, iz Arsakidske dinastije, kot je bil tudi sam. Guverner Kapadokije, prve bojne črte v vseh armenskih konfliktih, je bil Marcus Sedatius Severianus, Galijec z veliko izkušnjami v vojaških zadevah.
Prepričan od preroka Aleksandera Abonoteichusa, da lahko zlahka premaga Parte in si pridobi slavo, je Severian je vodil legijo (morda IX. legija Hispana) v Armenijo, a ga je veliki partski general Hosroj ujel v past v Elegiji, mestu tik za kapadokijskimi mejami, visoko onkraj izvirov Evfrata. Potem, ko je Severian po nekaj neuspešnih poskusov spopada z Hosrojem storil samomor, je njegova legija bila pobita. Kampanja je trajala le tri dni.
Vojna je grozila tudi na drugih mejah – v Britaniji ter v Retiji in Gornji Germaniji, kjer so Hati z gorovja Taunus pred kratkim prečkali limes. Marck Avrelij ni bil pripravljen. Zdi se, da mu Antonin ni dal nobenih vojaških izkušenj; biograf piše, da je Mark celotno Antoninovo triindvajsetletno vladavino preživel ob svojem cesarju in ne v provincah, kjer je večina prejšnjih cesarjev preživela svojo zgodnjo kariero.
Prispele so še druge slabe novice: sirsko guvernerjevo vojsko so Parti premagali in se je v kaosu umaknila. Na partsko mejo so bile poslane okrepitve. P. Julius Geminius Marcianus, afriški senator, ki je poveljeval legiji X Gemina v Vindoboni (Dunaj), je odšel v Kapadokijo z oddelki donavskih legij. Na vzhod so bile poslane tudi tri polne legije: I Minervia iz Bonna v Gornji Nemčiji, II Adiutrix iz Akvinkuma, in V Macedonica iz Troesmisa.
Severne meje so bile strateško oslabljene; obmejnim guvernerjem je bilo naročeno, naj se izogibajo konfliktom, kjer koli je to mogoče. Marcus Annius Libo (konzul 161), Markov bratranec v prvem kolenu, je bil poslan, da nadomesti sirskega guvernerja. Njegov prvi konzulat je bil leta 161, tako da je bil verjetno v zgodnjih tridesetih, in kot patriciju mu je manjkalo vojaških izkušenj. Mark si je izbral zanesljivega in ne nadarjenega moža.
Mark je štiri dni preživel na državnem dopustu v Alsiumu, letovišču na obali Etrurije. Bil je preveč zaskrbljen, da bi se sprostil. Frontu je pisal, da o svojih počitnicah ne bo govoril. Fronto je odgovoril: 'Kaj?' „Mar ne vem, da si šel v Alsium z namenom, da se štiri cele dni posvetiš igram, šalam in popolnemu brezskrbnemu preživljanju časa?“ Marka je spodbujal k počitku, pri čemer se je skliceval na zgled svojih predhodnikov (Antonin je užival v gibanju v palestri, ribolovu in komediji), šel je celo tako daleč, da je napisal basen o bogovih, ki delijo dan med jutrom in večerom – Mark je očitno večino večerov namesto v prostem času preživel v sodnih zadevah. Mark ni mogel upoštevati Frontovega nasveta. »Nad mano visijo dolžnosti, ki se jim težko odpovem,« je odpisal. Mark Avrelij se je, da bi se okaral, poimenoval Frontonov glas: »'Moj nasvet ti je zelo koristil,' boš rekel!' Počival je in bo pogosto počival, toda »ta predanost dolžnosti! Kdo ve bolje od tebe, kako zahtevna je!«
Fronto je Marku poslal izbor gradiva za branje, in, da bi pomiril svojo nelagodje zaradi poteka partske vojne, dolgo in premišljeno pismo, polno zgodovinskih referenc. V sodobnih izdajah Frontovih del je označeno kot De bello Parthico (O partski vojni). V preteklosti Rima je bilo nekaj preobratov, piše Fronto, toda na koncu so Rimljani vedno premagali svoje sovražnike: 'Vedno in povsod je Mars spremenil naše težave v uspehe in naše grozote v zmage'.
Pozimi 161–162 je prispela novica, da se v Siriji kuha upor in odločeno je bilo, da bo Lucij osebno vodil partsko vojno. Bil je močnejši in bolj zdrav od Marka, zato naj bi bil bolj primeren za vojaško dejavnost. Lucijev biograf namiguje na skrite motive: omejiti Lucijeve razuzdanosti, ga narediti varčnega, s strahom vojne preobraziti njegovo moralo in spoznati, da je cesar. Kakor koli že, senat je dal soglasje in poleti 162 je Lucij odšel. Mark je ostal v Rimu, saj je mesto 'zahtevalo prisotnost cesarja'.
Lucij je večino kampanje preživel v Antiohiji, čeprav je zimo preživel v Laodikeji v Siriji, poletje pa v Dafni, letovišču tik pred Antiohijo. Kritiki so kritizirali Lucijevo razkošno življenje, češ da se je zatekel k igram na srečo, da je 'vso noč kockal', in užival v družbi igralcev. Libon je umrl na začetku vojne; morda ga je Lucij umoril.
Sredi vojne, morda jeseni 163 ali v začetku 164, se je Lucij odpravil v Efez, da bi se poročil z Markovo hčerko Lucillo. Mark je premaknil datum naprej; morda je že slišal za Lucijevo ljubico Pantejo. Lucillin trinajsti rojstni dan je bil marca 163; ne glede na datum njene poroke še ni bila stara petnajst let. Lucillo sta spremljala njena mati Favstina in Lucijev stric (polbrat njegovega očeta) M. Vettulenus Civica Barbarus, ki je bil imenovan za comes Augusti, 'spremljevalca cesarjev'. Mark je morda želel, da Civica pazi na Lucija, kar Libonu ni uspelo. Mark je morda načrtoval, da jih bo spremljal vse do Smirne (biograf pravi, da je senatu povedal, da bo), vendar se to ni zgodilo. Skupino je spremljal le do Brundizija, kjer so se vkrcali na ladjo za vzhod. Takoj zatem se je vrnil v Rim in svojim prokonzulom poslal posebna navodila, naj skupini ne priredijo nobenega uradnega sprejema.
Armenska prestolnica Artaxata je bila zavzeta leta 163. Konec leta je Lucij prevzel naziv Armeniac, čeprav se še nikoli ni boril; Mark je zavrnil naziv do naslednjega leta. Ko je bil Lucij ponovno imenovan za »cesarja«, pa Mark ni okleval in je z Lucijem vzel naslov »imperator II.«.
Okupirana Armenija je bila obnovljena po rimskih pogojih. Leta 164 je Artaxato nadomestila nova prestolnica, Kaine Polis (»Novo mesto«). Nastavljen je bil nov kralj: rimski senator konzulskega ranga in arsakidskega rodu, Gaj Julij Sohaemus "Armenski". Morda sploh ni bil kronan v Armeniji; slovesnost je morda potekala v Antiohiji ali celo v Efezu. Sohaemus je bil na cesarskih kovancih iz leta 164 pozdravljen z napisom Rex armeniis Datus: Lucij je sedel na prestolu s svojo palico, medtem ko je Sohaemus stal pred njim in pozdravljal cesarja.
Leta 163 so Parti posredovali v Osroeni, rimski tributarni državi v zgornji Mezopotamiji s središčem v Edesi, Mezopotamija in na njen prestol postavili svojega kralja. V odgovor so bile rimske sile premaknjene navzdol, da bi prečkale Evfrat na bolj južni točki. Pred koncem leta 163 pa so se rimske sile premaknile proti severu, da bi zasedle Dausaro in Nikeforij na severnem, partskem bregu. Kmalu po osvojitvi severnega brega Evfrata so se druge rimske sile premaknile iz Armenije proti Osroeni in zavzele Anthemuzio, mesto jugozahodno od Edese.
Leta 165 so se rimske sile premaknile proti Mezopotamiji. Edesa je bila ponovno zasedena, Manus, kralj, ki so ga odstavili Parthi, pa je bil ponovno postavljen na prestol. Parti so se umaknili v Nisibis, vendar je bil tudi ta oblegan in zajet. Partska vojska se je razkropila v Tigrisu. Druga sila pod poveljstvom Avidija Kasija in III. legije  galske se je premaknila premaknili po Evfratu navzdol in se bojevala v veliki bitki pri Duri.
Do konca leta je Kasijeva vojska dosegla dve metropoli Mezopotamije: Selevkijo na desnem bregu Tigrisa in Ktezifon na levem. Ktezifon je bil zavzet, njegova kraljeva palača pa požgana. Prebivalci Selevkije, ki je bila še vedno večinoma grška (mesto je bilo dodeljeno in naseljeno kot prestolnica Selevkidskega cesarstva, enega od nasledniških kraljestev Aleksandra Velikega), so odprli vrata napadalcem. Mesto je bilo kljub temu izropano, kar je pustilo črno sled na Lucijevem ugledu. Iskali so izgovore ali pa so si jih izmislili: uradna različica je trdila, da so Selevkidi prvi prelomili mir.
Kasijeva vojska se je, čeprav je trpela zaradi pomanjkanja zalog in posledic kuge, ki se je pojavila v Selevkiji, varno vrnila na rimsko ozemlje. Lucij je prevzel naziv Parthicus Maximus, on in Mark pa sta bila ponovno pozdravljena kot imperatorja, zaradi česar sta si prislužila naziv 'imp. III'. Kasijeva vojska se je leta 166 vrnila na bojišče in prečkala Tigris v Medijo. Lucij je prevzel naziv 'Medikus' in cesarja sta bili ponovno pozdravljena kot imperatores, v cesarski titulaturi pa sta postali 'imp. IV'. Marcus je zdaj, po še enem taktnem odlašanju, prevzel Parthicus Maximus. 12. oktobra istega leta je Mark razglasil svoja sinova, Anniusa in Komoda, za svoja dediča.

### Vojna z germanskimi plemeni (166–180)
V zgodnjih 160-ih je bil Frontov zet Viktorin nameščen kot legat v Nemčiji. Tam je bil z ženo in otroki (drugi otrok je ostal pri Frontu in njegovi ženi v Rimu). Razmere na severni meji so bile videti resne. Uničena je bila mejna postojanka in zdelo se je, da so vsa ljudstva srednje in severne Evrope v nemiru. Med častniki je vladala korupcija: Viktorin je moral zahtevati odstop legata, ki je jemal podkupnine.
Izkušene guvernerje so zamenjali prijatelji in sorodniki cesarske družine. Lucius Dasumius Tullius Tuscus, Hadrijanov daljni sorodnik, je bil v Zgornji Panoniji in je nasledil izkušenega Marcusa Noniusa Macrinusa. Spodnja Panonija je bila pod neznanim Tiberiusom Hateriusom Saturniusom. Marcus Servilius Fabianus Maximus je bil premeščen iz Spodnje Mezije v Zgornjo Mezijo, ko se je Marcus Iallius Bassus pridružil Luciju v Antiohiji. Spodnjo Mezijo je zasedel sin Poncija Lelijana. Rimska Dakija je bila še vedno razdeljene na tri dele, vladali so jim pretorski senator in dva prokuratorja. Mir ni mogel dolgo trajati; Spodnja Panonija ni imela niti legije.
Od 160. let dalje so germanska plemena in druga nomadska ljudstva začela napadati vzdolž severne meje ob Limes Germanicus, zlasti v Galijo in čez Donavo. Ta novi zagon proti zahodu je bil verjetno posledica napadov plemen dlje na vzhodu. Prva invazija Hatov v provinci Gornja Germanija je bila odbita leta 162.
Veliko bolj nevarna je bila invazija leta 166, ko so Markomani iz Bohemije, ki so bili od leta 19 n. št. podrejeni Rimskemu cesarju, skupaj z Langobardi in drugimi germanskimi plemeni prečkali Donavo. Kmalu zatem so iranski sarmatski Jazigi napadli med Donavo in reko Tiso.
Kostoboki, ki so prihajali iz območja Karpatov, so napadli [Mezijo, Makedonijo in Grčijo. Po dolgem boju je Marku uspelo odriniti napadalce. Številni pripadniki germanskih plemen so se naselili v obmejnih regijah, kot so Dakija, Panonija, Germanija in sami Italiji. To ni bilo nič novega, toda tokrat je število naseljencev zahtevalo ustanovitev dveh novih obmejnih provinc na levem bregu Donave, Sarmatije in Markomanije, vključno z današnjo Češko, Slovaško in Madžarsko. Nekatera germanska plemena, ki so se naselila v Raveni so se uprla in uspela prevzeti mesto. Zaradi tega se je Mark odločil, da v Italijo ne bo pripeljal več barbarov, ampak je celo izgnal tiste, ki so bili tja pripeljani prej. Leta 168 sta se cesarja podala na nov vojaški pohod in izgnala napadajoče Markomane in Kvade iz Ogleja. Lucij Ver je zbolel in umrl na poti nazaj v Rim, verjetno zaradi kuge, januarja ali februarja 169.

### Pravno in administrativno delo
Kot mnogi cesarji je tudi Mark večino časa posvečal pravnim zadevam, kot so peticije in obravnavanje sporov, vendar je bil za razliko od mnogih svojih predhodnikov že vešč cesarske uprave, ko je prevzel oblast. Zelo je skrbel za teorijo in prakso zakonodaje. Poklicni pravniki so ga imenovali »cesar, ki je bil najbolj spreten v pravu« in "najbolj preudaren in vestno pravičen cesar". Izrazito je zanimal tri področja prava: osvoboditev sužnjev, skrbništvo nad sirotami in mladoletniki ter izbira mestnih svetnikov (dekuriones).
Mark je izkazoval veliko spoštovanje do rimskega senata in jih redno prosil za dovoljenje za porabo denarja, čeprav mu kot absolutnemu vladarju cesarstva tega ni bilo treba storiti. V enem govoru je Mark sam spomnil senat, da cesarska palača, kjer živi, ni v resnici njegova, temveč njihova. Leta 168 je ponovno ocenil denarij in povečal čistost srebra s 79 % na 82 % – dejanska teža srebra se je povečala z 2,57–2,67 g (0,091–0,094 oz). Vendar se je dve leti pozneje zaradi vojaške krize, s katero se je soočal imperij, vrnil k prejšnjim vrednotam.

#### Trgovina s Han Kitajsko in izbruh kuge
Možen stik s kitajsko dinastijo Han (202 pr. n. št. – 220 n. št.) se je zgodil leta 166, ko je rimski popotnik obiskal hanski dvor ter trdil, da je veleposlanik, ki zastopa "Anduna" (kitajsko: 安敦), vladarja Daqina, ki ga je mogoče identificirati bodisi z Markom bodisi z njegovim predhodnikom Antoninom. Poleg rimskega stekla iz obdobja republikanske, najdenega v Guangdžju ob Južnokitajskem morju, so v Óc Eo v Vietnamu, takratnem delu kraljestva Funan blizu kitajske province Jiaozhi (v severnem Vietnamu) našli rimske zlate medaljone, izdelane med vladavino Antonina in morda celo Marka. To je morda bilo pristaniško mesto Kattigara, ki ga je Ptolemaj (ok. 150) opisal kot mesto, ki ga je obiskal grški mornar po imenu Aleksander, in leži onkraj Zlatega Hersoneza (tj. Malajskega polotoka). Rimski kovanci iz obdobja vladavine Tiberija do Avrelijana so bili najdeni v Xi'anu, kraju prestolnice Han Čangan, čeprav veliko večja količina rimskih kovancev v Indiji kaže, da je bila rimska pomorska trgovina za nakup kitajske svile osredotočena tam, ne na Kitajskem ali celo na kopenski Svilni cesti, ki je potekala skozi Perzijo.
Antoninska kuga se je začela v Mezopotamiji leta 165 ali 166 ob koncu Lucijevega pohoda proti Partom. Morda se je nadaljevala v vladavini Komoda. Zdravnik Galen, ki je bil v Rimu, ko se je kuga leta 166 razširila po mestu, je omenil, da so bili med simptomi "vročina, driska in vnetje žrela, skupaj s suhimi ali pustularnimi izbruhi na koži po devetih dneh". Domneva se, da je to bila bolezenčrnih koz. Po mnenju zgodovinarja Rafe de Crespignya so bile kuge, ki so prizadele Vzhodno cesarstvo Han na Kitajskem med vladavinama cesarja Huana iz dinastije Han (vladal 146–168) in cesarja Linga iz dinastije Han (vladal 168–189), ki so udarile v letih 151, 161, 171, 173, 179, 182 in 185, morda povezane s kugo v Rimu. Raoul McLaughlin piše, da je potovanje rimskih podložnikov na dvor Han leta 166 morda začelo novo obdobje trgovine med Rimom in Daljnim vzhodom. Vendar pa je bilo tudi "znanilec nečesa veliko bolj zloveščega". Po McLaughlinovem mnenju je bolezen povzročila "nepopravljivo" škodo rimski pomorski trgovini v Indijskem oceanu, kar dokazujejo arheološki zapisi, ki segajo od Egipta do Indije, poleg tega pa je znatno zmanjšala rimsko komercialno dejavnost v jugovzhodni Aziji.

### Smrt in nasledstvo (180)
Mark Avrelij je umrl v starosti 58 let 17. marca 180 iz neznanih vzrokov v svojih vojaških prostorih bodisi v mestu Vindobona (provinca Pannonia Superior, danes Dunaj) ali blizu Sirmija (provinca Pannonia Inferior, sodobna Sremska Mitrovica). Takoj so ga dvignili med bogove in njegov pepel vrnili v Rim, kjer je počival v Hadrijanovem mavzoleju (sodobni Angelski grad) do Vizigotskega plenjenja Rima (410) leta 410. Njegove pohode proti Germanom in Sarmatom sta obeležila tudi Steber Marka Avrelija in Tempelj Marka Avrelija, zgrajen v Rimu. Nekateri učenjaki menijo, da je njegova smrt pomenila konec Pax Romana.
Marka je nasledil njegov sin Komod, ki ga je leta 166 imenoval za cezarja in s katerim je skupaj vladal od leta 177. Biološki sinovi cesarja, če so jih imeli, so veljali za dediče; Vendar je bil to šele drugič, da je "neposvojeni" sin nasledil svojega očeta, edini drugič pa je bil stoletje prej, ko je Vespazijana nasledil njegov sin Tit. Zgodovinarji so kritizirali nasledstvo Komoda, pri čemer so navajali Komodovo nepredvidljivo vedenje in pomanjkanje politične in vojaške bistroumnosti. Na koncu svoje zgodovine Markove vladavine je Kasij Dion cesarju napisal hvalospev in z žalostjo opisal predajo vladanja na Komoda v svojem življenju:
[Mark] ni imel sreče, ki si jo je zaslužil, saj ni bil telesno močan in je bil praktično ves čas svoje vladavine vpleten v številne težave. Kar se mene tiče, ga še toliko bolj občudujem prav zaradi tega, da je sredi nenavadnih in izjemnih težav preživel sam in ohranil cesarstvo. Le ena stvar mu je preprečila, da bi bil popolnoma srečen, namreč, da je bil po tem, ko je sina vzgojil in izobrazil na najboljši možen način, nad njim močno razočaran. To mora biti naša naslednja tema; kajti naša zgodovina se zdaj spušča iz kraljestva zlata v kraljestvo železa in rje, kot so se takrat dogajali Rimljani.
–Dio lxxi. 36.3–4
Dio dodaja, da je od Markovih prvih dni kot svetovalca Antonina do njegovih zadnjih dni kot rimskega cesarja "ostal ista [oseba] in se ni niti najmanj spremenil."
[Michael Grant (klasicist) v delu Vrhunec Rima piše o Komodu:
Mladenič se je izkazal za zelo nepredvidljivega ali vsaj tako protitradicionalnega, da je bila katastrofa neizogibna. Toda ne glede na to ali bi moral Mark to vedeti ali ne, bi zavrnitev sinovih zahtev v korist nekoga drugega skoraj zagotovo vključevala eno od državljanskih vojn, ki so se tako katastrofalno razširile okoli prihodnjih nasledstev.

## Zakonska zveza in potomstvo
Mark in njegova žena Favstina Mlajša sta imela v 30-letnem zakonu vsaj 14 otrok, vključno z dvema paroma dvojčkov. during their 30-year marriage, including two sets of twins. One son and four daughters outlived their father. Njuni otroci so bili:
- Domitia Faustina (147–151)[95][107][274]
- Titus Aelius Antoninus (149)[275][272][276]
- Tit Elij Avrelij (149)[98][272][276]
- Anija Avrelija Galerija Lucila (150[277][278]–182)[279] se je poročila z očetovim sovladarjem Luciusom Verusom,[107] nato Tiberiusom Claudiusom Pompeianusom, imela potomce iz obeh zakonov
- Annia Galeria Aurelia Faustina (rojena 151),[280] poročen z Gnej Klavdij Severjem (konzul 167), imel sina
- Tiberiusa Aeliusa Antoninusa (rojen 152, umrl pred 156)[281]
- Neznani otrok (umrl pred 158)[282]
- Annia Aurelia Fadilla (rojena 159),[278][283][107] poročena z Marcus Peducaeus Plautius Quintillusom, imela otroke
- Annia Cornificia Faustina Minor (rojena 160),[278][283][107] poročena z Marcus Petronius Sura Mamertinusim, imela sina
- Titus Avrelius Fulvus Antoninus (161–165), Komodov starejši brat dvojček[276]
- Lucius Avrelius Commodus Antoninus (Komod) (161–192),[284] brat dvojček Tita Avrelija Fulva Antonina, kasnejšega cesarja,[276][285] poročen z Bruttio Crispino, brez potomcev
- Mark Anij Ver Cezar (162–169)[231][286][287][107]
- Hadrijan[107]
- Vibia Aurelia Sabina (170 – umrla pred 217),[276][288][107] poročena z Lucijem Antistijem Burrom, brez potomcev

## Filozofija
Mark Avrelij je že zgodaj začutil ljubezen do filozofije. Zgledoval se je po vseh grških filozofski smereh, zato je tudi eden zadnjih rimskih filozofov, ki je še razlikoval posamezne filozofske šole (stoike, epikurejce, platoniste, peripatetike). Najbolj pa je nanj vplival stoicizem, vendar se v določenih značilnostih od stoe tudi močno razlikuje. Pri njem strogost do sebe ostane, strogost do drugih, ki je značilna za stoiško filozofijo, pa odpade in na njeno mesto pride človeška altuistična dobrota. Njegova filozofija ne raste iz knjig, ampak iz življenja. Mark Avrelij je živel v skladu s svojo filozofijo. Zaradi spoštovanja do grške filozofije je tudi Dnevnik napisal v grškem jeziku, kar je za takratne pisce velika redkost.
Stoiki delijo filozofijo na tri velike veje: logiko, fiziko in etiko. Mark Avrelij se v glavnem ukvarja le z etiko (nekaj tudi s fiziko – kozmos). Da pridemo do sreče, moramo živeti v skladu z naravo. Etika poudarja tudi enakost in povezanost (tudi odvisnost) vseh ljudi.
Delo Dnevnik cesarja Marka Avrelija (Ta eis Heauton) je tvori iz 12 knjig. Po zgradbi ima obliko dnevnika. Z izjemo 1. knjige, ki je nastala ločeno od ostalih, delo nima premišljene kompozicije. To potrjuje domneve, da je Mark Avrelij to delo pisal na vojnih pohodih po srednji Evropi. Značilnost dela je, da je vsak odstavek zaključena celota in ni odvisen od odstavka prej in kasneje.
Delo se začne z uvodno pesnitvijo Himna Zevsu. V njej hvali Zevsovo mogočnost in veličino. Taka pesniška oblika (himna s heksametrom kot značilnim verzom) je veljala pri stoikih za najčistejšo pesniško obliko, zato so jo avtorji pogosto uporabljali. Mark Avrelij sicer ni bil najboljši pesnik, vendar je uspel posredovati želeno sporočilo.
1. knjiga se od preostalih močno razlikuje, saj v njej ne opisuje svoje filozofije. V 1. knjigi se zahvali vsem, ki so imeli pomembno vlogo v njegovem življenju, predvsem pri njegovi izobrazbi. Pri vsaki osebi našteje nekaj lastnosti, ki so mu jih le-te posredovale. Tako lahko že na začetku dobimo približno sliko o Markovem življenju in tudi njegovi filozofiji. Osrednje mesto je Mark namenil svojemu »očetu«, kot ga sam poimenuje. V bistvu je s tem mislil na cesarja Antonina Pija. Že s poimenovanjem kaže, koliko mu je pomenil. Po njegovem vzoru je kasneje Mark deloval na prestolu. Antoninova načela je ponotranjil in jih vključil v svojo filozofijo.

## Preganjanja kristjanov
Zdi se nenavadno, da so se ravno v času tako blagega in človekoljubnega cesarja razplamtela preganjanja kristjanov. Med vidnejšimi žrtvami iz njegovega časa je tudi filozof in apologet Justin Mučenec. Po vsej verjetnosti Mark Avrelij ni želel nastopiti proti krščanstvu kot takemu, pač pa je želel zajetiti nekatere heterodoksne struje, ki so ogrožale državno enotnost (zavračanje vojaške službe v času potrebe po obrambi meja ipd.). Zaradi preslabega poznavanja mladega religioznega pojava pa je udaril po vseh kristjanih.

## Mark Avrelij v sodobnih medijih
Z okoliščinami in prikazom bojevanja v drugi markomanski vojni ter s smrtjo Marka Avrelija se začne leta 2000 predstavljeni film Gladiator režiserja Ridleya Scotta.

### Antična
- Aristides, Aelius. Orationes (in Latin).

Trapp, Michael B. Orations. 1: Orationes 1–2. Cambridge, Massachusetts: Harvard University Press, 2017. ISBN 978-0674996465.
- Victor, Aurelius. De Caesaribus (in Latin).

Bird, H.W. De Caesaribus. Liverpool: Liverpool University Press, 1994. ISBN 978-0853232186.
- Dio, Cassius. Roman History (in Greek).

Cary, Earnest, trans. Roman History. 9 vols. Loeb ed. London: Heinemann, 1914–27. OCLC 500523615. Online at LacusCurtius Arhivirano 4 April 2021 na Wayback Machine..
- Digest (in Latin).

Scott, S.P., trans. The Digest or Pandects in The Civil Law. 17 vols. Cincinnati: Central Trust Company, 1932. OCLC 23759480. Online at the Constitution Society Arhivirano 11 November 2001 na Wayback Machine..
- Epiphanius of Salamis. On Weights and Measures (in Latin).

Dean, James Elmer, ed. Epiphanius' Treatise on Weights and Measures – The Syriac Version. Chicago: University of Chicago Press, 1935. OCLC 123314338.
- Fronto, Marcus Cornelius. The Correspondence of Marcus Cornelius Fronto: With Marcus Aurelius Antoninus, Lucius Verus, Antoninus Pius, and Various Friends (in Latin).

Haines, Charles Reginald, trans. The Correspondence of Marcus Cornelius Fronto: With Marcus Aurelius Antoninus, Lucius Verus, Antoninus Pius, and Various Friends. 2 vols. Loeb ed. London: Heinemann, 1920. OCLC 476921438. Online at the Internet Archive: Vol. 1, 2.
- Gellius, Aulus. Noctes Atticae (Attic Nights).

Rolfe, J.C., trans. The Attic nights of Aulus Gellius. 3 vols. Loeb ed. London: Heinemann, 1927–28. OCLC 59229750 (Vol. 1), OCLC 1072405870 (Vol. 2), OCLC 1021363430 (Vol. 3). Vols. 1 and 2 online at LacusCurtius.
- Herodian. Ab Excessu Divi Marci (History of the Roman Empire from the Death of Marcus Aurelius, in Latin).

Echols, Edward C., trans. Herodian of Antioch's History of the Roman empire: From the death of Marcus Aurelius to the accession of Gordian III. Berkeley and Los Angeles: University of California Press, 1961. OCLC 463202486. Online at Tertullian Arhivirano 20 June 2010 na Wayback Machine. and Livius Arhivirano 29 December 2019 na Wayback Machine..
- Lucian.

Fowler, F.G.; Fowler, H.W., trans. The works of Lucian of Samosata. Oxford: Clarendon P., 1949. OCLC 503242210.
Alexander (in Latin). Translation online at Tertullian Arhivirano 9 November 2017 na Wayback Machine..
Translations (from Latin) of Historia Quomodo Conscribenda (The Way to Write History) Arhivirano 15 April 2009 na Wayback Machine., Imagines (A Portrait–Study) Arhivirano 10 August 2007 na Wayback Machine., and Pro Imaginibus (Defence of the 'Portrait–Study') Arhivirano 27 March 2009 na Wayback Machine. online at Sacred Texts, based on the Gutenberg Arhivirano 10 November 2020 na Wayback Machine. e-text.
- Marcus Aurelius Antoninus. Meditations.

Farquharson, A.S.L., trans. Meditations. New York: Knopf, 1946, rept. 1992. OCLC 897495952.
- Scriptores Historiae Augustae (Authors of the Historia Augusta). Historia Augusta (Augustan History).

Magie, David, trans. Historia Augusta. 3 vols. Loeb ed. London: Heinemann, 1921–32. Online at LacusCurtius Arhivirano 25 July 2021 na Wayback Machine..
Magie, David; Birley, Anthony R. Lives of the later Caesars. London: The Folio Society, 2005. ISBN 0141935995.
- Themistius. Orationes (in Latin).

Penella, Robert J. The private orations of Themistius. Berkeley: University of California Press, 2000. ISBN 978-0520218215.

### Moderna
- Ackermann, Marsha E.; Schroeder, Michael J.; Terry, Jancie J.; Lo Upshur, Jiu-Hwa; Whitters, Mark F. Encyclopedia of World History, Ackerman-Schroeder-Terry-Hwa Lo, 2008: Encyclopedia of World History[mrtva povezava]. New York: Facts on File, 2008. ISBN 978-0816063864.
- Adams, Geoff W. Marcus Aurelius in the Historia Augusta and Beyond. Lanham, MD: Lexington Books, 2013. ISBN 978-0739176382.
- An, Jiayao. 'When Glass Was Treasured in China'. Annette L. Juliano and Judith A. Lerner (eds), Nomads, Traders, and Holy Men Along China's Silk Road, 79–94. Turnhout, Belgium: Brepols Publishers, 2002. ISBN 978-2503521787.
- Astarita, Maria L. Avidio Cassio (in Italian). Rome: Edizione di Storia e Letteratura, 1983. OCLC 461867183.
- Warwick Ball. Rome in the East: The Transformation of an Empire, 2nd edition. London: Routledge, 2016. ISBN 978-0415720786.
- Timothy Barnes 'Hadrian and Lucius Verus'. Journal of Roman Studies 57:1–2 (1967): 65–79. DOI: 10.2307/299345. JSTOR 299345.
- Barnes, Timothy D. 'Legislation against the Christians'. Journal of Roman Studies, Vol. 58 (1968): 32–50. DOI: 10.2307/299693. JSTOR 299693.
- Barnes, Timothy D. 'Some Persons in the Historia Augusta', Phoenix 26:2 (1972): 140–182. DOI: 10.2307/1087714. JSTOR 1087714.
- Anthony Birley Marcus Aurelius: a biography. London: Routledge, 1966, rev. 1987. ISBN 978-1134695690.
- Birley, Anthony R. 'Hadrian to the Antonines'. In The Cambridge Ancient History Volume 11, The High Empire, AD 70–192, edited by Alan Bowman, Peter Garnsey, and Dominic Rathbone, 132–194. Cambridge: Cambridge University Press, 2000. ISBN 978-0521263351.
- Bowman, John L. A Reference Guide to Stoicism. Bloomington, IN: Author House, 2014. ISBN 978-1496900173.
- J. B. Bury|Bury. The Student's Roman Empire: A History of the Roman Empire from Its Foundation to the Death of Marcus Aurelius (27 B.C.–180 A.D.). New York: Harper, 1893. OCLC 1067064647.
- Edward Champlin. 'The Chronology of Fronto'. Journal of Roman Studies 64 (1974): 136–159. DOI: 10.2307/299265. JSTOR 299265.
- Champlin, Edward. Fronto and Antonine Rome. Cambridge, MA: Harvard University Press, 1980. ISBN 978-0674331778.
- Collins, Desmond. Background to Archaeology: Britain in its European Setting. Cambridge: Cambridge University Press Archive, 1973. OCLC 879899744.
- Rafe de Crespigny. A Biographical Dictionary of Later Han to the Three Kingdoms (23–220 AD). Boston: Brill, 2007. ISBN 978-9047411840.
- Richard Duncan-Jones. Structure and Scale in the Roman Economy. Cambridge: Cambridge University Press, 1990. ISBN 978-0521892896.
- 'Equestrian Statue of Marcus Aurelius' Arhivirano 5 September 2018 na Wayback Machine.. Musei Capitolini.
- Gagarin, Michael. The Oxford encyclopaedia of ancient Greece and Rome. Volume 7, Temples – Zoology. Oxford: Oxford University Press, 2010. ISBN 978-0195170726.
- Giacosa, Giorgio. Women of the Caesars: their lives and portraits on coins. Translated from Italian by R. Ross Holloway. Milan: Edizioni Arte e Moneta, 1977. ISBN 0839001932.
- James Frank Gilliam 'The Plague under Marcus Aurelius'. American Journal of Philology 82.3 (1961): 225–251. DOI: 10.2307/292367. JSTOR 292367.
- Gnecchi, Francesco. I medaglioni Romani, 3 Vols, Milan, 1912. OCLC 6529816.
- Michael Grant. The Antonines: the Roman Empire in transition. London: Routledge, 2016. ISBN 978-1317972105.
- Grant, Michael. The Climax Of Rome. London: Orion, 2011. ISBN 978-1780222769.
- Haas, Charles. The Antonine plague Arhivirano 28 April 2020 na Wayback Machine. (in French). Bulletin de l'Académie Nationale de Médecine. Académie nationale de médecine. 190 (2006): 1093–1098. OCLC 958470753.
- Hadot, Pierre. The inner citadel: the Meditations of Marcus Aurelius. Cambridge, MA: Harvard University Press, 1998. ISBN 978-0674461710.
- Hays, Gregory. Meditations. London: Weidenfeld & Nicolson, 2003. ISBN 978-1842126752.
- Holiday, Ryan; Hanselman, Stephen (2020). »Marcus Aurelius the Philosopher King«. Lives of the Stoics. New York: Portfolio/Penguin. str. 279–299. ISBN 978-0525541875.
- Irvine, William B. A Guide to the Good Life: The Ancient Art of Stoic Joy. Oxford University Press, 2009. ISBN 978-1522632733.
- Kemezis, Adam M. Greek Narratives of the Roman Empire under the Severans: Cassius Dio, Philostratus and Herodian. Cambridge University Press, 2014. ISBN 978-1107062726.
- Kleiner, Fred S. Gardner's art through the ages. Volume II: the western perspective. Mason, OH: Cengage Learning, 2008. ISBN 978-0495573555.
- Le Bohec, Yann. The Imperial Roman Army. Routledge, 2013. ISBN 978-1135955137.
- Barbara Levick Faustina I and II: Imperial Women of the Golden Age. New York: Oxford University Press, 2014. ISBN 978-0199702176.
- Magill, Frank N. Dictionary of World Biography. London: Routledge, 2003. ISBN 978-1579580407.
- Harold Mattingly; Sydenham, Edward A. The Roman imperial coinage. Vol. III, Antoninus Pius to Commodus. London: Spink & Son, 1930. OCLC 768929523.
- Ronald Mellor, review of Edward Champlin's Fronto and Antonine Rome, American Journal of Philology 103:4 (1982).
- Merrony, Mark. The Plight of Rome in the Fifth Century AD Arhivirano 19 January 2023 na Wayback Machine.. London: Routledge, 2017. ISBN 978-1351702782.
- McLaughlin, Raoul. Rome and the Distant East: Trade Routes to the Ancient Lands of Arabia, India, and China. London & New York: Continuum, 2010. ISBN 978-1847252357.
- Frank McLynn. Marcus Aurelius: A Life. New York: Da Capo Press, 2009. ISBN 978-0306819162.
- McLynn, Frank. Marcus Aurelius: Warrior, Philosopher, Emperor. London: Bodley Head, 2009. ISBN 978-0224072922.
- Fergus Millar. The Roman Near East, 31 B.C.–A.D. 337 Arhivirano 19 March 2023 na Wayback Machine.. Cambridge, MA: Harvard University Press, 1993. ISBN 978-0674778863.
- Pulleyblank, Edwin G.; Leslie, D. D.; Gardiner, K. H. J. 'The Roman Empire as Known to Han China'. Journal of the American Oriental Society, 1999. 119 (1). DOI: 10.2307/605541. JSTOR 605541.
- Reed, J. Eugene. The Lives of the Roman Emperors and Their Associates from Julius Cæsar (B.C. 100) to Agustulus (A.D. 476). Philadelphia, PA: Gebbie & Company, 1883.
- Robertson, D. How to Think Like a Roman Emperor: The Stoic Philosophy of Marcus Aurelius Arhivirano 4 August 2019 na Wayback Machine.. New York: St. Martin's Press, 2019.
- Rohrbacher, David. The Play of Allusion in the Historia Augusta. Wisconsin: University of Wisconsin Press, 2016. ISBN 978-0299306045.
- Sánchez, Jorge Pisa. Breve historia de Hispania: La fascinante historia de Hispania, desde Viriato hasta el esplendor con los emperadores Trajano y Adriano. Los protagonistas, la cultura, la religión y el desarrollo económico y social de una de las provincias más ricas del Imperio romano [Brief history of Hispania: the fascinating history of Hispania, from Viriato to the splendor with the Emperors Trajan and Hadrian. The protagonists, culture, religion, and the economic and social development of one of the richest provinces of the Roman Empire][mrtva povezava] (špansko). Ediciones Nowtilus S.L., 2010. ISBN 978-8497637695.
- William O. Stephens Marcus Aurelius: A Guide for the Perplexed Arhivirano 1 June 2014 na Wayback Machine.. London: Continuum, 2012. ISBN 978-1441125613.
- Stertz, Stephen A. 'Marcus Aurelius as Ideal Emperor in Late-Antique Greek Thought'. The Classical World 70:7 (1977): 433–439. DOI: 10.2307/4348712. JSTOR 4348712.
- Ronald Syme. 'The Ummidii'. Historia 17:1 (1968): 72–105. JSTOR 4435015.
- Van Ackeren, Marcel. A Companion to Marcus Aurelius Arhivirano 9 September 2023 na Wayback Machine.. New York: Malden, MA : Wiley-Blackwell, 2012. ISBN 978-1405192859. OCLC 784124210.
- Young, Gary K. Rome's Eastern Trade: International Commerce and Imperial Policy 31 BC – AD 305. London: Routledge, 2003. ISBN 978-1134547937.
- Yü, Ying-shih. 'Han Foreign Relations', in Denis Twitchett and Michael Loewe (eds), The Cambridge History of China: Volume 1, The Ch'in and Han Empires, 221 BC–AD 220, 377–462. Cambridge: Cambridge University Press, 1986. ISBN 978-0521243278.